# هيروشي تووا
هيروشي تووا (باليابانية: 楚輪 博) (1 مايو 1956 في هيروشيما في اليابان – )؛ هو لاعب كرة قدم ياباني سابق كان يلعب كلاعب وسط.

## وصلات خارجية
- J.League Data Site (باليابانية)